# Ein Tag mit meinem Bruder
Ein Tag mit meinem Bruder (Originaltitel: Tru Confessions) ist ein US-amerikanisch-kanadischer Fernsehfilm von Walt Disney Pictures, der auf einem Buch von Janet Tashjian basiert. Er wurde am 5. April 2002 auf Disney Channel ausgestrahlt (vgl. Liste der Disney-Channel-Original-Movies). Die Ausstrahlungspremiere In Deutschland war am 11. Mai 2003 auf ProSieben.

## Handlung
Trudy Walker, von ihren Freunden und ihrer Familie „Tru“ genannt, ist ein Mädchen im frühen Teenageralter, das gerne TV-Moderatorin werden möchte. Trudy hat einen Zwillingsbruder, Eddie, der aufgrund von Sauerstoffmangel bei der Geburt in seiner Entwicklung verzögert ist. Tru ist seit langem hin- und hergerissen zwischen ihrer Liebe zu ihrem Bruder, der Schwierigkeit zu erkennen, wie sie ihm helfen kann, und ihrer vermeintlichen Schuld an der Tatsache, dass er behindert geboren wurde und sie nicht. Trus widersprüchliche Gefühle werden dadurch verstärkt, dass ihre Mutter oft emotional distanziert wirkt und ihr Vater sich in der Arbeit vergräbt, um das Problem seines Sohnes zu ignorieren. Als ein lokaler TV-Sender einen Wettbewerb für jugendliche Filmemacher sponsert, bei dem der Gewinner eine eigene wöchentliche Fernsehsendung erhalten soll, beschließt Tru, einen Dokumentarfilm zu drehen, um am Wettbewerb teilzunehmen. Tru versucht sich auf ein Thema festzulegen und macht einen Film über Eddie. Dabei wirft sie einen langen, genauen Blick auf die Probleme und auch Fortschritte ihres Bruders, was ihr eine ganz neue Perspektive auf sein Leben gibt.

## Kritiken
„Unter dem Schund verbergen sich wunderschön genaue Einblicke in das Leben einer Familie mit behindertem Kind, die durch die bemerkenswerte Leistung eines jungen Schauspielers namens Shia LaBeouf ermöglicht werden.“

„In Paul Hoens Familiendrama ‚Ein Tag mit meinem Bruder‘ ist Hollywoods begehrter Jungstar Shia LaBeouf in einer seiner ersten Hauptrollen zu sehen – im Alter von zarten 16 Jahren. Es dauert aber noch gut fünf Jahre, bis er seinen Durchbruch schafft, nämlich in Michael Bays Actionspektakel ‚Transformers‘. Zwei Fortsetzungen folgen, und Hauptrollen in ‚Disturbia‘ und ‚Indiana Jones und das Königreich des Kristallschädels‘ lassen nicht lange auf sich warten. Regisseur Hoen hingegen ist vor allem als Regisseur von Fernsehserien aktiv.“

## Synchronisation
| Rolle       | Schauspieler    | Synchronsprecher |
| Billy       | Yani Gellman    | Daniel Schlauch  |
| Choppy L.A. | Frank S. Alonzi | Thomas Albus     |
| Jake        | Kevin Duhaney   | Roman Wolko      |
| Misty 77    | Fran Elliot     | Ruth Küllenberg  |

## Trivia
Der Film wurde bis jetzt noch nie auf DVD oder Blu-ray veröffentlicht. Stattdessen gibt es diesen Film bei Streamingdiensten wie Disney+ und Amazon Prime zu sehen.